# Levél Diognétoszhoz
A Levél Diognétoszhoz (Πρὸς Διόγνητον Ἐπιστολή) a keresztény apologetikus irodalom talán legkorábbi példája. Sem szerzője, sem címzettje nem ismert máshonnan, de a nyelvezet és más szövegbeli bizonyítékok alapján a szöveg a 2. század végére vagy még korábbra datálható, egyesek szerint az apostoli atyák egyikének műve. A mű a kereszténységet ért vádakra válaszol.

## Szerzője és címzettje
A szerző neve, Mathétész nem tulajdonnév; görögül tanítványt jelent. Jézust sem név szerint, sem Krisztusként nem említi, „Ige”-ként hivatkozik rá. Diognétosznak Marcus Aurelius római császár nevelőjét hívták, akit a császár nagyon tisztelt józan tanácsaiért és mert nem hitt a babonákban, de nem valószínű, hogy ő lenne a levélben említett Diognétosz.

## Kézirat
A levél egyetlen kéziratos példányban maradt fenn, amit egy 13. századi, Szent Jusztinusznak tulajdonított írásokat tartalmazó kódexben találtak. Ez a Strasbourgban őrzött példány 1870-ben, a porosz–francia háború idején elpusztult egy tűzben, ma másolatai léteznek. Először 1592-ben nyomtatták ki, ekkor még Jusztinusznak tulajdonították szerzőségét. Minden példányból hiányzik két sor a közepe felé; a 13. századi kézirat itt valószínűleg már sérült volt, amikor a másolatok készültek róla.

## Tartalma
A levél tizenkét fejezetből áll.
1. A levél írásának célja.
2. A bálványimádás hiúsága.
3. A zsidók babonái.
4. A zsidók más vallási szokásai.
5. A keresztények viselkedése.
6. A keresztények kapcsolata a világgal.
7. Krisztus megtestesülése.
8. Az emberek nyomorúságos állapota az Ige eljövetele előtt.
9. Miért ilyen későn küldte el Isten a Fiát.
10. A hitből eredő áldások.
11. Ezeket érdemes tudni és hinni benne.
12. A tudás fontossága az igazi lelki életben.

A 10. fejezet egy gondolat közepén szakad meg, így a következő két fejezetet, ami egyfajta szónoklatzárás, és szakít a (fiktív?) levélformával, gyakran tartják későbbi hozzáadásnak. Ezt az is alátámasztja, hogy tipikusan 3. századi tartalom jelenik meg bennük. „Ez az Ige, aki létezett a kezdetektől fogva…” Egyesek szerint ezek a kiegészítések Hippolütosz művei, mert témában és stílusban hasonlóak. A 11. fejezetben „Mathétész” azt állítja, az apostolok tanítványa volt, és tanítani akarja a pogány (nem zsidó) népeket.

## Teológiája
Bemutatja a kereszténység és a zsidóság, kereszténység és a pogányság viszonyát. Rámutat: a keresztények nem különülnek el a világtól sem faji, sem nyelvi szempontból, csupán hitük és erkölcsük különíti el őket. „Idegenben is otthon vannak, de minden haza idegen számukra.” Ahogy a lélek élteti a testet, úgy éltetik a keresztények a világot.
Azért jelent meg későn a kereszténység, mert így akarta tudatosítani Isten, hogy nem tudják megváltani önmagukat.

## Magyarul
- Levél Diognétoszhoz. In: Apostoli atyák, Szent István Társulat, Budapest, 1980, ISBN 963-360-371-4, 368–382. o. elektronikus elérés

## Fordítás
- Ez a szócikk részben vagy egészben  az   Epistle to Diognetus című angol Wikipédia-szócikk fordításán alapul.  Az eredeti cikk szerkesztőit annak laptörténete sorolja fel. Ez a jelzés csupán a megfogalmazás eredetét és a szerzői jogokat jelzi, nem szolgál a cikkben szereplő információk forrásmegjelöléseként.